# 5616-os mellékút (Magyarország)
Az 5616-os mellékút egy rövid, kevesebb, mint 4 kilométeres hosszúságú, négy számjegyű mellékút Baranya vármegye területén; Kékesd községet köti össze egyrészt legközelebbi szomszédjával, a nyugati határában fekvő Erzsébet településsel, másrészt a kissé távolabb elterülő északi és keleti szomszédaival.

## Nyomvonala
Az 5607-es útból ágazik ki, annak a 18+950-es kilométerszelvénye közelében, Kékesd község külterületén; az 5607-es által érintett települések közül Geresdlak nyugati határszélétől 3 kilométerre nyugatra, Fazekasbodától pedig mintegy másfél kilométerre délre. Dél felé indul, de alig 300 méter után nyugatabbnak fordul, így éri el Kékesd belterületét, mintegy másfél kilométer után. A faluban egy darabon délnek fordulva halad, Fő utca néven; kevéssel a második kilométerét elhagyva kilép a lakott területről és nem sokkal ezután újból nyugatnak, sőt északnyugatnak veszi az irányt. Így szeli át Erzsébet határát, kicsivel a harmadik kilométere előtt, és így éri el ez utóbbi falu lakott területének keleti szélét is, nagyjából 3,7 kilométer után. Utolsó szakaszán nyugatnak halad – települési neve, úgy tűnik, nincs is – és így is ér véget, a településközpont keleti részén, beletorkollva az 5608-as útba, nem messze annak a 12+300-as kilométerszelvényétől.
Teljes hossza, az országos közutak térképes nyilvántartását szolgáló kira.gov.hu adatbázisa szerint 3,860 kilométer.

## Települések az út mentén
- Kékesd
- Erzsébet